# Сольский, Николай Тарасович
Николай Тарасович Сольский (укр. Микола Тарасович Сольський; род. 22 мая 1979, с. Росохи, Львовская область) — украинский юрист, предприниматель. Министр аграрной политики и продовольствия Украины (2022—2024).
Народный депутат Украины IX созыва.

## Биография
С 1995 по 2000 год он учился на юридическом факультете Львовского национального университета имени Ивана Франко (квалификация «Юрист», специализация «Гражданское право и процесс»).
С марта 2000 по ноябрь 2001 года — юрисконсульт ЗАО «Энзим».
С ноября 2001 по январь 2003 года — юрисконсульт ООО "Юридическая фирма «ПОМОЩЬ. Ефимов, Темненко и партнеры».
С февраля 2003 по январь 2014 года — партнёр, генеральный директор ООО "Юридическая фирма «Сольский, Процик и Партнеры».
С 2007 года — соучредитель «Украинского Аграрного Холдинга».

## Политическая деятельность
Кандидат в народные депутаты от партии «Слуга народа» на парламентских выборах 2019 года, № 125 в списке. На время выборов: юрист адвокатского объединения «Процик и Партнеры», беспартийный. Проживает в Киеве.
Председатель Комитета Верховной Рады по вопросам аграрной и земельной политики.

## Уголовное производство
23 апреля 2024 года НАБУ и САП сообщили о подозрении действующему министру аграрной политики Николаю Сольскому, в завладении государственной землёй на 291 млн грн и попытке завладения землей ещё на 190 млн грн. По этому делу также проходят должностные лица органов Госгеокадастра, а также так называемые кураторы, которые контролировавшие деятельность этих органов. 25 апреля Сольский подал заявление об отставке в Верховную раду с должности министра аграрной политики и продовольствия Украины. 9 мая Верховная рада уволила Сольского с должности министра агрополитики.

## Личная жизнь
Женат, воспитывает дочь и двух сыновей.